# Aida Čorbadžić
Aida Čorbadžić (ur. 8 marca 1976 w Zavidovići) – bośniacka śpiewaczka operowa (sopran).

## Kariera artystyczna
Kształciła się w szkole muzycznej II stopnia w Sarajewie, a następnie w Lublanie. Po zdaniu matury w szkole muzycznej podjęła studia w Akademii Muzycznej w Sarajewie (w klasie prof. Paše Gackicia), którą ukończyła w 2006. Była stypendystką Central and Eastern European Musiktheater fellowship, a także austriackiej Akademii Baroku.
W 2004 rozpoczęła pracę w chórze Opery Narodowej w Sarajewie, od 2007 jest solistką tego chóru. W jej repertuarze znajdują się partie: Barbariny w Weselu Figara, Adeli w Zemście nietoperza, Shepard w Tosce, Amora w Orfeuszu i Eurydyce, a także Musetty w Cyganerii. Współpracuje z East West Theatre Company, działającym w Sarajewie.